# Botswana i olympiska sommarspelen 1996
Botswana deltog i de olympiska sommarspelen 1996 med en trupp bestående av sju deltagare, men ingen av landets deltagare erövrade någon medalj.

## Boxning
| Idrottare         | Gren          | Sextondelsfinal       | Åttondelsfinal       | Kvartsfinal          | Semifinal            | Final                |
| Idrottare         | Gren          | Motståndare Resultat  | Motståndare Resultat | Motståndare Resultat | Motståndare Resultat | Motståndare Resultat |
| ----------------- | ------------- | --------------------- | -------------------- | -------------------- | -------------------- | -------------------- |
| Modiradilo Healer | Lätt flugvikt | Guardado (USA) L 11-9 | Gick inte vidare     | Gick inte vidare     | Gick inte vidare     | Gick inte vidare     |

## Friidrott
Herrar
| Idrottare                                                      | Gren                            | Heat omgång 1 | Heat omgång 1 | Heat omgång 2    | Heat omgång 2    | Semifinal        | Semifinal        | Final            | Final            |
| Idrottare                                                      | Gren                            | Tid           | Placering     | Tid              | Placering        | Tid              | Placering        | Tid              | Placering        |
| -------------------------------------------------------------- | ------------------------------- | ------------- | ------------- | ---------------- | ---------------- | ---------------- | ---------------- | ---------------- | ---------------- |
| Justice Dipeba                                                 | Herrarnas 200 meter             | 21.09         | 56            | Gick inte vidare | Gick inte vidare | Gick inte vidare | Gick inte vidare | Gick inte vidare | Gick inte vidare |
| Benjamin Keleketu                                              | Herrarnas maraton               | N/A           | N/A           | N/A              | N/A              | N/A              | N/A              | Fullföljde inte  | Fullföljde inte  |
| Agrippa Matshameko Keteng Baloseng Rampa Mosveu Johnson Kubisa | Herrarnas 4 x 400 meter stafett | 3:06.62       | 21            | N/A              | N/A              | Gick inte vidare | Gick inte vidare | Gick inte vidare | Gick inte vidare |